# Hans Maikowski (Schauspieler)
Hans Maikowski (* 12. September 1928 in Danzig; † 4. November 2004 in Berlin) war ein deutscher Schauspieler und Hörspielsprecher.

## Leben
Hans Maikowski wohnte im Berliner Ortsteil Bohnsdorf und war dort, neben seiner Tätigkeit als Schauspieler beim Rundfunk der DDR, als Vorsitzender des Wohngebietsausschusses der Nationalen Front für seine gesellschaftliche Arbeit bekannt. Nach dem Tod ihres ersten Mannes, Ende der 1950er Jahre, heiratete die Schauspielerin Erika Müller-Fürstenau Hans Maikowski, beide hatten den gemeinsamen Sohn Florian Maikowski-Fürstenau, der gelegentlich ebenfalls schauspielerisch tätig war.

## Filmografie
- 1951: Die Meere rufen
- 1952: Sein großer Sieg
- 1953: Anna Susanna
- 1961: Gewissen in Aufruhr (Fernsehfünfteiler, 1 Episode)
- 1961: Blaulicht (Fernsehserie, 1 Episode)
- 1961: Vielgeliebtes Sternchen (Fernsehfilm)
- 1962: Die schwarze Galeere
- 1963: Die Glatzkopfbande
- 1963: For Eyes Only
- 1963: Die Spur führt in den 7. Himmel (Fernsehfünfteiler)
- 1963: Es geht nicht ohne Liebe (Fernsehfilm)
- 1963: Blaulicht (Fernsehserie, 2 Episoden)
- 1964: Schwarzer Samt
- 1965: Entlassen auf Bewährung
- 1965: Ohne Paß in fremden Betten
- 1966: Alfons Zitterbacke
- 1967: Harras, der Polizeihund (Fernsehserie, 2 Episoden)
- 1968: Mord am Montag
- 1969: Krupp und Krause (Fernsehfünfteiler, 1 Episode)
- 1969: Weite Straßen – stille Liebe
- 1970: Jeder stirbt für sich allein  (Fernsehdreiteiler, alle Episoden)
- 1971: Rottenknechte (Fernsehfilm)
- 1974: Polizeiruf 110: Konzert für einen Außenseiter (Fernsehreihe)
- 1975: Das Haus in der Rheinsteinstraße (Sprecher)
- 1975: Das unsichtbare Visier (Fernsehserie, 1 Episode)
- 1978: Matrosen in Berlin (Sprecher)

## Theater
- 1956: Curt Goetz: Der Lügner und die Nonne – Regie: Herbert Köllner (Mecklenburgisches Staatstheater Schwerin)

## Hörspiele
- 1963: Jacques Roumain: Herr über den Tau (Manuel) – Regie: Fritz Göhler (Kinderhörspiel, 2 Teile – Rundfunk der DDR)
- 1965: Wilfried Schilling: Laudatio (Crüss) – Regie: Theodor Popp (Hörspiel – Rundfunk der DDR)
- 1966: Ardi Lijwes: Die Reise nach Tallin – Regie: Edgar Kaufmann (Hörspiel – Rundfunk der DDR)
- 1966: Armin Müller: Menschliches Versagen (2. Pilot) – Regie: Helmut Hellstorff (Hörspiel – Rundfunk der DDR)
- 1967: Michail Scholochow: Fremdes Blut (Prochor) – Regie: Werner Grunow (Hörspiel – Rundfunk der DDR)
- 1968: Wiktor Nekrassow: In den Schützengräben von Stalingrad – Regie: Joachim Staritz (Hörspiel – Rundfunk der DDR)
- 1968: Wsewolod Iwanow: Panzerzug 14-69 – Regie: Werner Grunow (Hörspiel – Rundfunk der DDR)
- 1969: Bodo Schulenburg: Gesucht wird – Fritz Schmenkel (Sprecher) – Regie: Detlef Kurzweg (Kinderhörspiel – Rundfunk der DDR)
- 1969: Fritz Selbmann: Ein weiter Weg – Regie: Fritz-Ernst Fechner (Hörspiel – Rundfunk der DDR)
- 1970: Günther Rücker: Das Modell – Regie: Hans Wirth (Hörspiel – Rundfunk der DDR)
- 1970: Hans Siebe: Simmkats Hut – Regie: Werner Grunow (Kriminalhörspiel – Rundfunk der DDR)
- 1971: Holmar Attila Mück: Rettung für Mareanus (Ingenieur Atkins) – Regie: Manfred Täubert (Kinderhörspiel, Science-Fiction-Hörspiel, 2 Teile – Rundfunk der DDR)
- 1972: Sigmar Schollak: Gefährliche Prüfung (Commings) – Regie: Fritz-Ernst Fechner (Hörspiel – Rundfunk der DDR)
- 1972: Afanassi Salynski: Maria – Regie: Helmut Hellstorff (Hörspiel – Rundfunk der DDR)
- 1973: Liam O’Flaherty: Der neue Anzug (Erzähler) – Regie: Horst Liepach (Kinderhörspiel – Rundfunk der DDR)
- 1973: Götz R. Richter: Kimani in Nairobi (Fahrer) – Regie: Maritta Hübner (Kinderhörspiel – Rundfunk der DDR)
- 1974: Rolf Schneider: Einzug ins Schloss – Regie: Theodor Popp (Hörspiel – Rundfunk der DDR)
- 1976: Werner Buhss: Auf halbem Weg nach Afrika – Regie: Fritz Göhler (Hörspiel – Rundfunk der DDR)
- 1976: Gerhard Jäckel: Es geschah in Macelfields (Eisenbahner) – Regie: Detlef Kurzweg (Hörspiel – Rundfunk der DDR)
- 1977: Heinrich von Kleist: Michael Kohlhaas (Zöllner) – Regie: Hans-Diether Meves (Hörspiel – Rundfunk der DDR)
- 1977: Iwan Walkow: Wohin fliegst du, kleiner Kranich (Medyuski) – Regie: Peter Groeger (Kinderhörspiel – Rundfunk der DDR)
- 1978: Antti Einari Halonen: Das Schiff (Hyrskä) – Regie: Helmut Hellstorff (Kurzhörspiel – Rundfunk der DDR)
- 1978: Erika Runge: Die Verwandlungen einer fleißigen, immer zuverlässigen und letztlich unauffälligen Chefsekretärin – Regie: Peter Groeger (Hörspiel – Rundfunk der DDR)
- 1979: Wibke Martin: Die Bürgen (Richter) – Regie: Joachim Staritz (Kurzhörspiel – Rundfunk der DDR)
- 1980: Viktor Klemperer/Lia Pirskawetz: Stille Post – Regie: Horst Liepach (Hörspiel – Rundfunk der DDR)
- 1982: Scholem Alejchem: Schi-ha Schirim – Regie: Horst Liepach (Hörspiel – Rundfunk der DDR)
- 1982: Walter Püschel: Strohut-Emil – Regie: Maritta Hübner (Kinderhörspiel/Kurzhörspiel – Rundfunk der DDR)
- 1985: Hans Siebe: Feuersteine (Ostpreuße) – Regie: Werner Grunow (Kriminalhörspiel – Rundfunk der DDR)
- 1985: Gerhard Holtz-Baumert: Die Hecke – Regie: Flora Hoffmann (Kinderhörspiel – Rundfunk der DDR)
- 1986: Ulrich Waldner: Viel Lärm um Felix (Herr Bischof) – Regie: Detlef Kurzweg (Kurzhörspiel aus der Reihe Waldstraße Nummer 7 – Rundfunk der DDR)
- 1986: Fritz Rudolf Fries: Die spanische Nacht – Regie: Horst Liepach (Hörspiel – Rundfunk der DDR)
- 1987: Hans Fallada: Jeder stirbt für sich allein – Regie: Werner Grunow (Hörspiel, 1. Teil – Rundfunk der DDR)
- 1988: Hans-Werner Honert: Unterm grünen, grünen Gras (Männerstimme) – Regie: Maritta Hübner (Kinderhörspiel – Rundfunk der DDR)
- 1988: Joachim Goll: Geschenkt ist geschenkt – Regie: Werner Grunow (Hörspiel – Rundfunk der DDR)
- 1989: Peter Chmieleski: Veteranenmarathon (Sprecher) – Regie: Horst Liepach (Kurzhörspiel – Rundfunk der DDR)
- 1992: Ursula Fuchs: Emma – Regie: Barbara Plensat (Kinderhörspiel – DS Kultur)
- 2003: Ulrich Bassenge/Bernhard Jugel: Schallarchiv – eine Trilogie (3. Teil: record-test) – Regie: Ulrich Bassenge/Bernhard Jugel (ars acustica – BR)